# Jaume Balagueró
Jaume Balagueró est un réalisateur et scénariste espagnol, né le 2 novembre 1968 à Lérida, dans la généralité de Catalogne (Espagne).

## Biographie
Diplômé en sciences de la communication, Jaume Balagueró suit également des études de cinéma et de photographie. D'abord journaliste en presse écrite et radio, il débute au cinéma en réalisant deux courts métrages, Alicia (1994) et Dias sin luz (1995). C'est en 2000 qu'il passe au long métrage avec le film fantastique La Secte sans nom (Los Sin nombre). Inspirée d'une histoire de Ramsey Campbell, cette œuvre très sombre rencontre un vrai succès critique et public, remporte trois prix au Festival de Gérardmer (qu'il préside lors de l'édition 2009) et impose d'emblée le jeune réalisateur comme l'un des grands espoirs du cinéma horrifique espagnol.
En 2002, Jaume Balagueró réalise Darkness, qui lui donne l'occasion de diriger un casting international (Anna Paquin, Lena Olin,...) et de percer aux États-Unis. Trois ans plus tard, il persévère dans le registre du frisson avec le long métrage Fragile (Fragiles), emmené par Calista Flockhart. En 2008, il coréalise avec Paco Plaza l'éprouvant REC, film d'horreur réaliste filmé comme un reportage, qui rencontre un grand succès dans divers pays, à commencer par l'Espagne. 
Deux ans plus tard sort REC 2. Se déroulant quelques minutes après la fin du premier opus, le film connaît la consécration grâce à une présentation hors-compétition à la Mostra de Venise 2009.

## Filmographie

### Réalisateur
- 1994 : Alicia (court-métrage)
- 1995 : Días sin luz (court-métrage)
- 1999 : La Secte sans nom (Los Sin nombre)
- 2002 : OT : la película (documentaire)
- 2002 : Darkness
- 2005 : Fragile (Fragiles)
- 2006 : Scary Stories (Películas para no dormir) - épisode À louer (Para entrar a vivir) (TV)
- 2007 : [●REC], coréalisé avec Paco Plaza
- 2009 : [●REC]², coréalisé avec Paco Plaza
- 2011 : Malveillance (Mientras duermes)
- 2014 : ●REC Apocalypse
- 2017 : Muse (Musa)
- 2021 : Braquage final (The Vault)
- 2022 : Venus

### Scénariste
- 1999 : La Secte sans nom (Los Sin nombre), d'après une histoire de Ramsey Campbell
- 2002 : Darkness, coécrit avec Fernando de Felipe
- 2005 : Fragile, coécrit avec Jordi Galceran
- 2005 : La Nonne (La Monja) (coécrit avec Manu Diez)
- 2006 : A louer (Películas para no dormir: Para entrar a vivir), coécrit avec Alberto Marini (TV)
- 2016 : Inside de Miguel Ángel Vivas
- 2017 : Muse (coécrit avec Fernando Navarro d'après La Dame n° 13 de José Carlos Somoza)

## Distinctions
Cette section récapitule les principales récompenses et nominations obtenues par Jaume Balagueró. Pour une liste plus complète, consulter IMDb.

### Récompenses
- Festival international du film de Catalogne 1994 : meilleur court métrage pour Alicia
- Festival international du film fantastique de Bruxelles 2000 : Corbeau d'or pour La Secte sans nom
- Festival international du film fantastique de Gérardmer 2000 : prix du jury et prix de la critique pour La Secte sans nom
- Fantasporto 2000 : prix de la critique et prix du meilleur réalisateur pour La Secte sans nom
- FanTasia 2000 : prix du meilleur film international pour La Secte sans nom
- Fantafestival 2000 : prix du meilleur film pour La Secte sans nom
- Festival international du film fantastique de Gérardmer 2006 : prix du jury et prix du public pour Fragile
- Festival international du film de Catalogne 2007 : prix de la critique, prix du public et prix du meilleur réalisateur pour [●REC]
- Festival international du film fantastique de Bruxelles 2008 : Corbeau d'argent et Pégase pour [●REC]
- Festival international du film fantastique de Gérardmer 2008 : prix du jury et prix du public pour [●REC]
- Fantasporto 2008 : prix du meilleur film pour [●REC]
- Festival du film fantastique d'Amsterdam 2008 : prix du meilleur film pour [●REC]
- Festival international du film de Catalogne 2011 : prix spécial Time-Machine Honorary Award
- Prix Gaudí 2012 : meilleur réalisateur pour Malveillance
- Festival international du film de Chicago 2012 : Silver Hugo de la compétition After Dark pour Malveillance

### Nominations
- Prix du cinéma européen 2008 : prix du public du meilleur film pour [●REC]